# Chapelle Saint-Laurent de Moussan
Pour les articles homonymes, voir Chapelle Saint-Laurent.
La chapelle Saint-Laurent est une chapelle préromane située à Moussan dans le département français de l'Aude en région Occitanie.
Cette chapelle constitue, avec les chapelles Saint-Martin-de-Fenollar, Saint-Jérôme d'Argelès, Saint-Michel de Sournia, Saint-Georges de Lunas, Saint-Nazaire de Roujan et Saint-Pierre de Léneyrac à Ceyras, un témoin de l'architecture préromane de tradition wisigothique, en Septimanie, région qui correspond aux actuelles régions du Roussillon et du Languedoc qui ont fait partie intégrante du royaume wisigothique de Toulouse (419-507) et du royaume wisigothique de Tolède (507-711),,.

## Localisation
La chapelle se situe non au village mais à 1,7 km au sud-ouest de celui-ci, isolée au milieu des champs et des vignes, non loin de la route départementale D69 en direction de Névian.

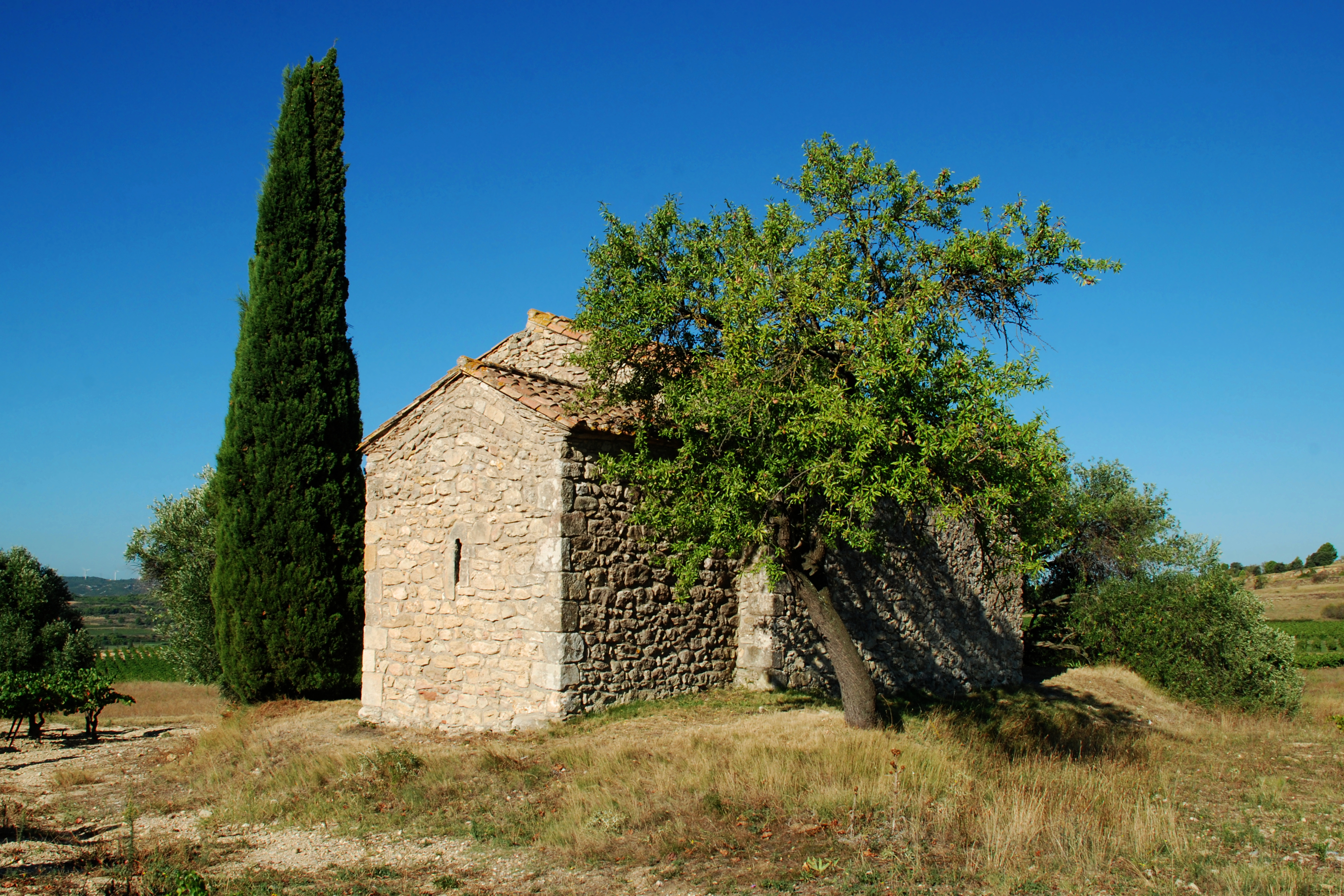
La chapelle vue du nord-est

## Historique

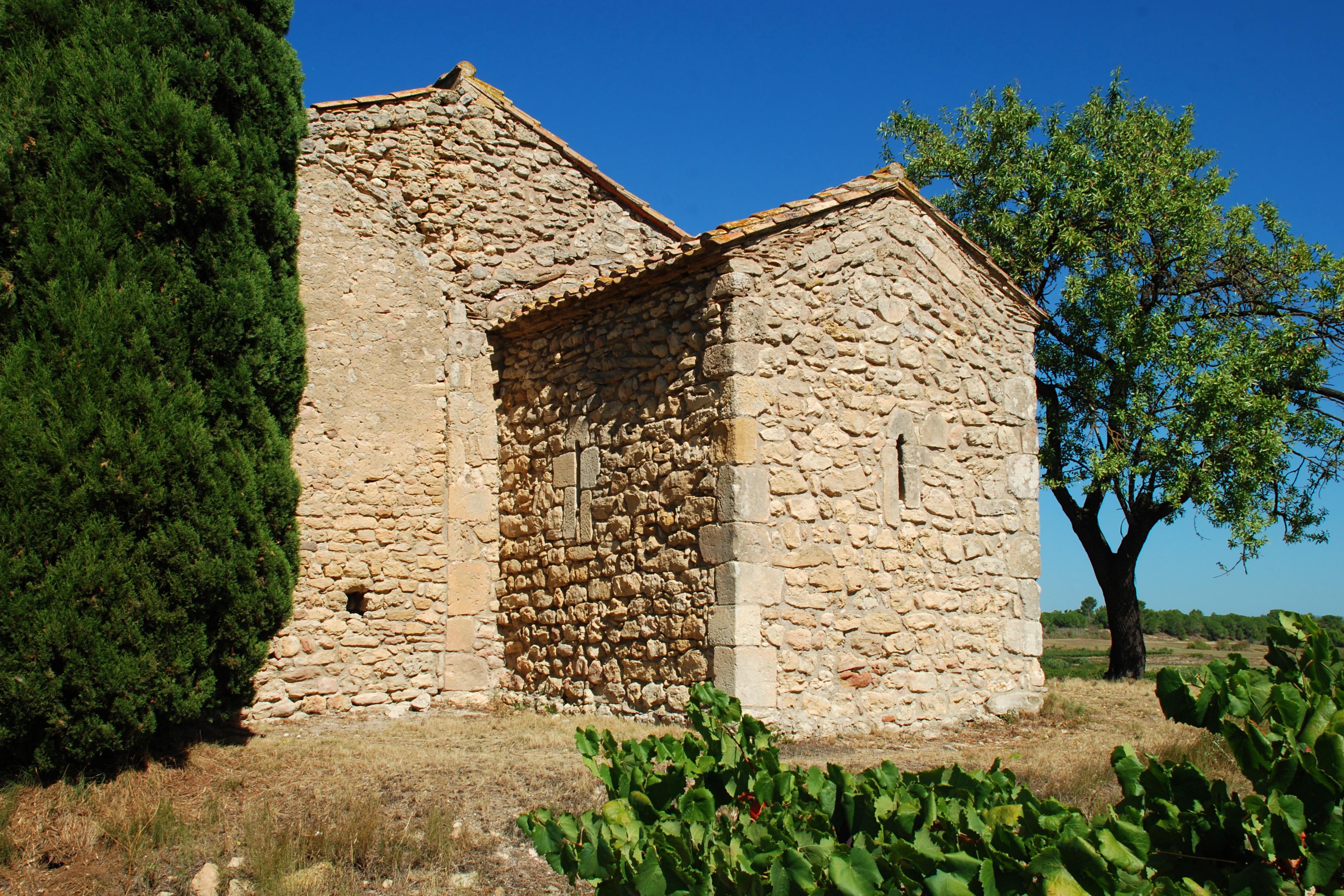
Le chevet vu du sud-est

La chapelle se dresse à proximité du site de l'ancienne villa gallo-romaine Trencianum (dont les restes ont fourni les pierres à bâtir).  À l'époque carolingienne, le site est toujours occupé par une villa.
La chapelle est construite entre le VIe siècle et le IXe siècle pour servir d'église à ce domaine, à moins que ce ne soit à cause de la présence d'une source miraculeuse, la Fount rougnouso ("Font rougnouse" en français), qui avait la réputation de guérir les maladies de peau (rougnous = galeux en langue d'oc).
La chapelle est placée sous la juridiction du chapitre de la cathédrale Saint-Just-et-Saint-Pasteur de Narbonne,. 
Elle devient un lieu de pèlerinage et une étape pour les pèlerins et les moines entre la ferme cistercienne de Fontcalvy (Ouveillan) et l'abbaye de Fontfroide.
L'habitation d'un ermite est accolée à la chapelle : les vestiges de l'ermitage datent probablement du XVIIe siècle, époque où la chapelle fit l'objet de réparations. Le lieu est alors connu sous le nom de Mouniélou ou petit prieuré et apparaît en 1763 sous le nom d'Hermitage sur la carte de Cassini, la première carte géométrique du royaume de France.
Le dernier ermite disparaît au début du XXe siècle et la chapelle, abandonnée, commence à se dégrader.

## Protection et sauvegarde

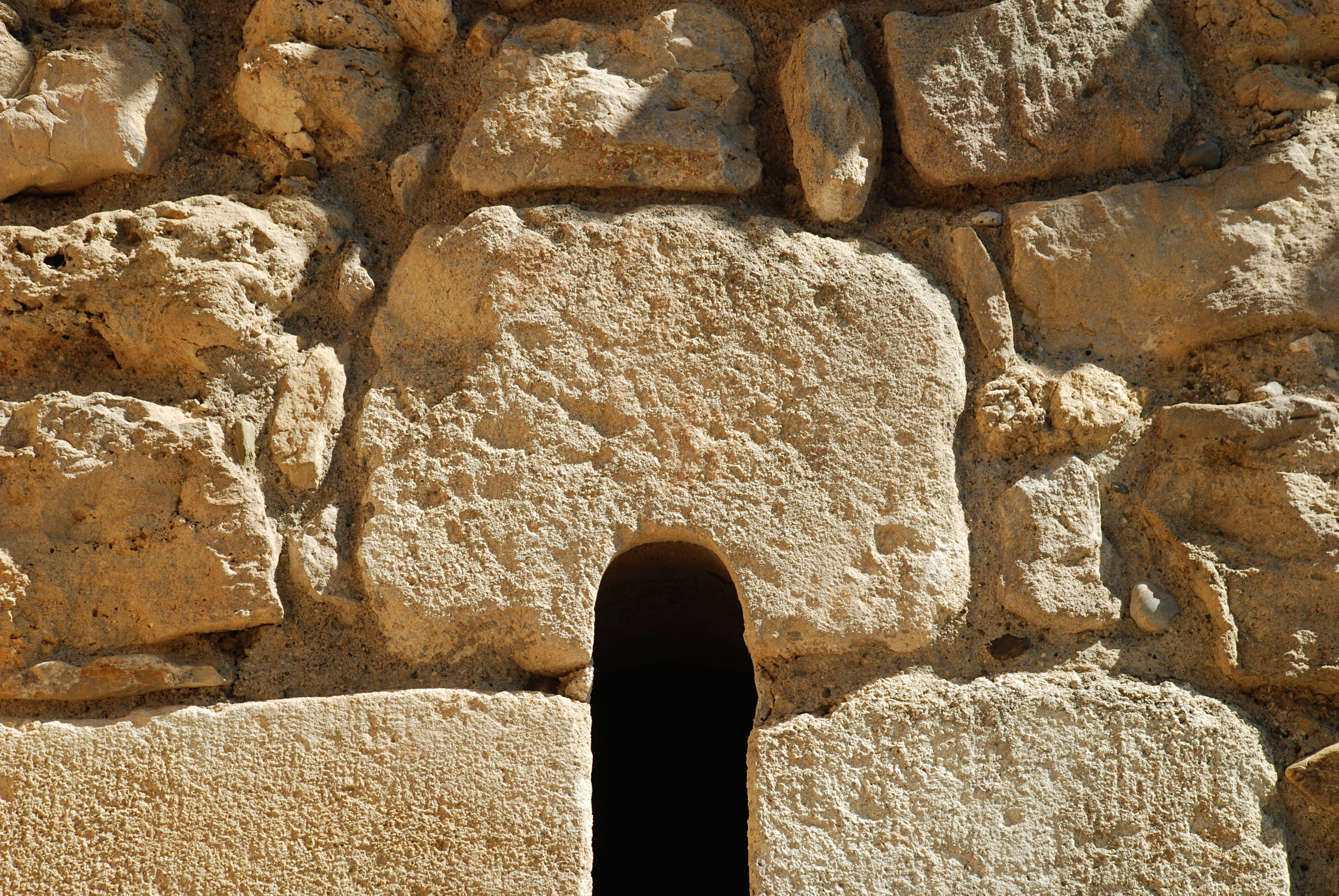
Arc monolithe de la baie sud du chevet

L'association dite Comité Saint-Laurent se constitue au printemps 1965 pour sauvegarder ce rare[réf. nécessaire] exemple d'architecture préromane en Languedoc. Elle achète le sol, entreprend des travaux de sauvegarde et restaure la chapelle : les parties effondrées de l'édifice sont reconstruites à partir de photographies anciennes, la façade occidentale est restituée et le linteau est replacé au-dessus de la porte.
Le 27 décembre 1966, la chapelle fait l'objet d'une inscription au titre des monuments historiques.
Une deuxième vague de restaurations a lieu beaucoup plus tard : une nouvelle toiture en 1996, une cloche en 1997, un nouvel autel en 1998 et une réfection complète de l'intérieur en 2003.

## Architecture

### Architecture extérieure

#### Le chevet plat
À l'est, la chapelle présente un chevet plat édifié en moellons assemblés en appareil irrégulier et recouvert de tuiles rouges.
Ses faces sont cantonnées de chaînages d'angle composés de blocs de pierre de taille de grande dimension et percées, à l'est et au sud, de deux fenêtres en forme de meurtrière à l'arc monolithe et aux harpes fort prononcées.

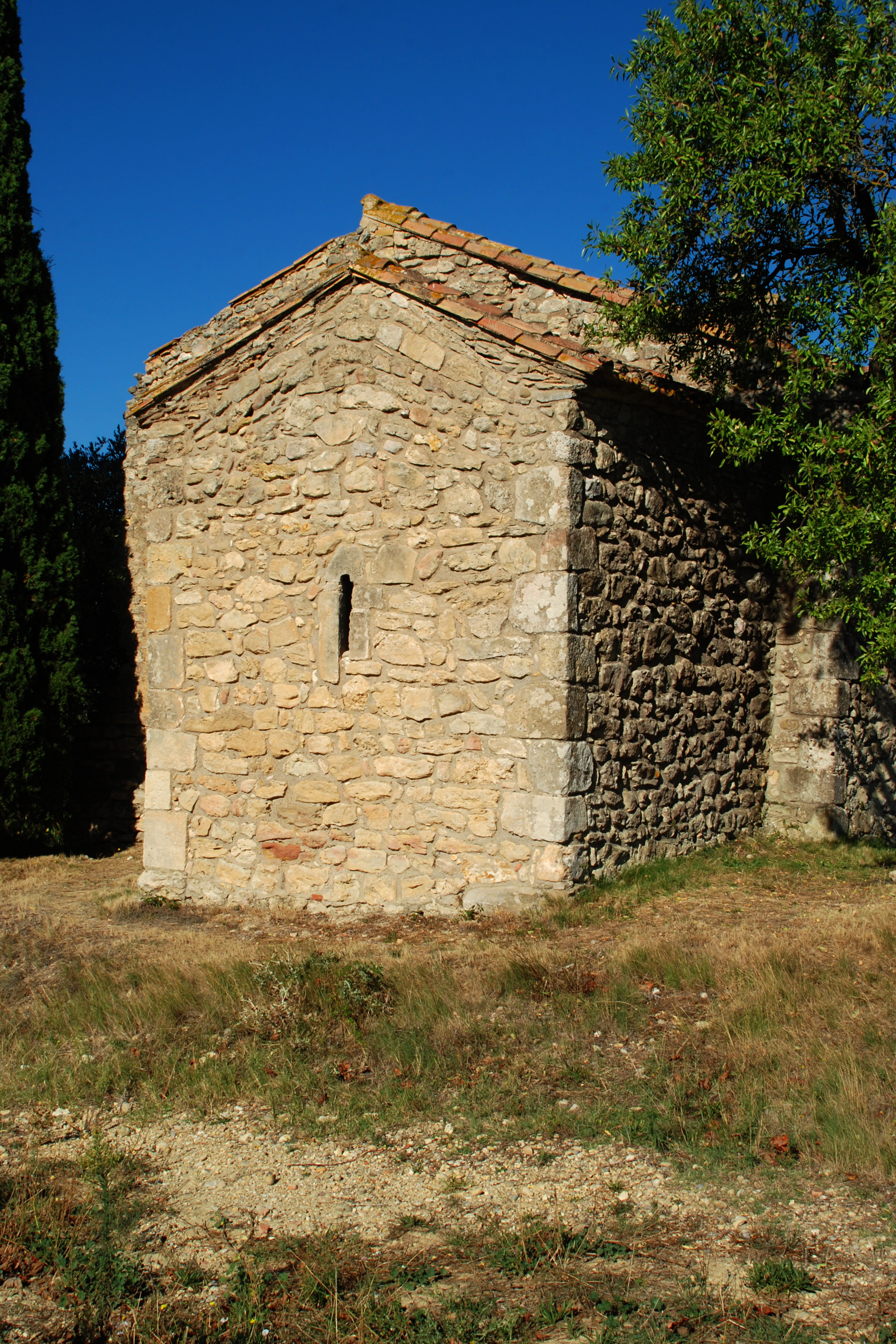
Le chevet vu du nord-est.
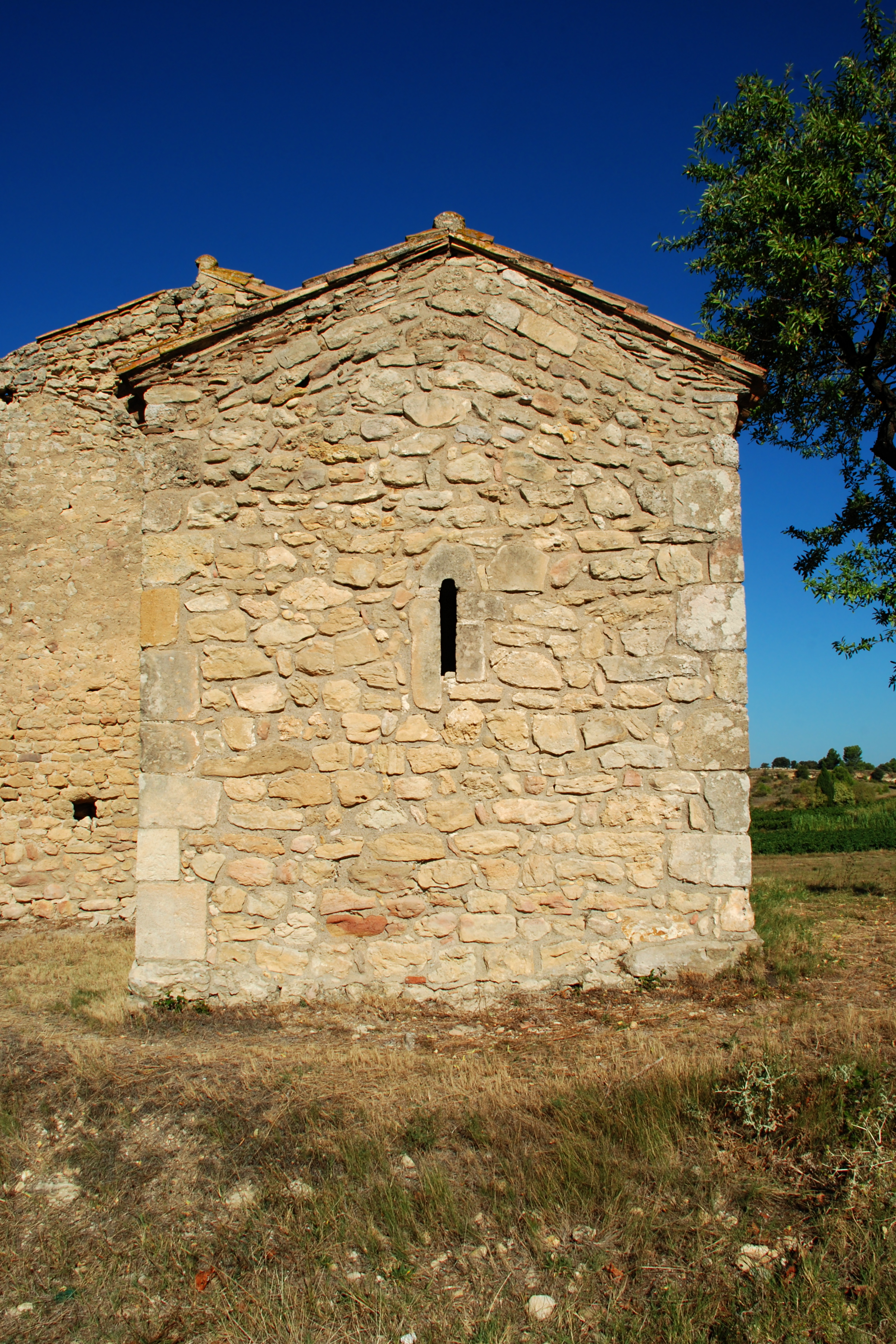
Le chevet vu de l'est.
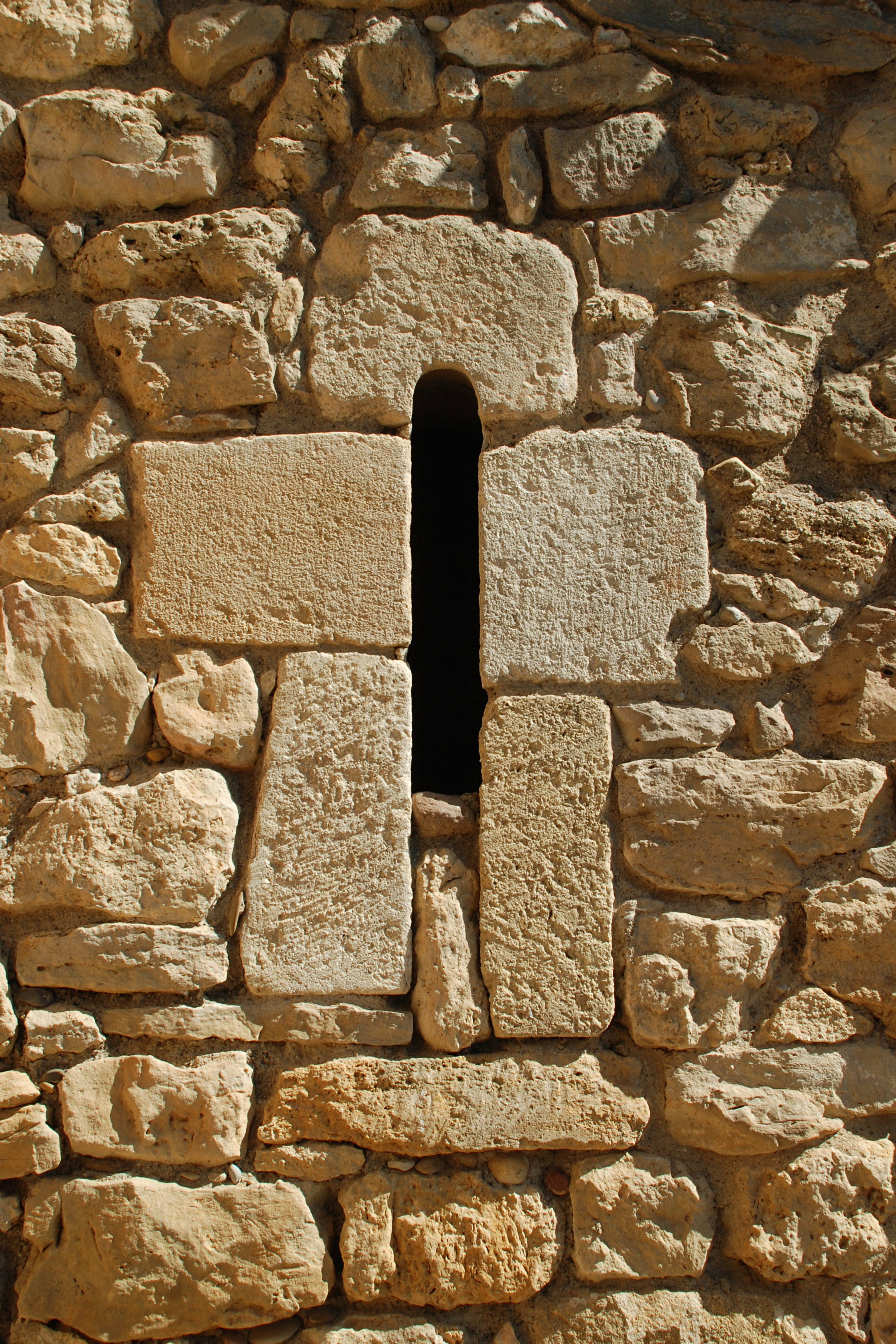
Baie de la face sud du chevet.
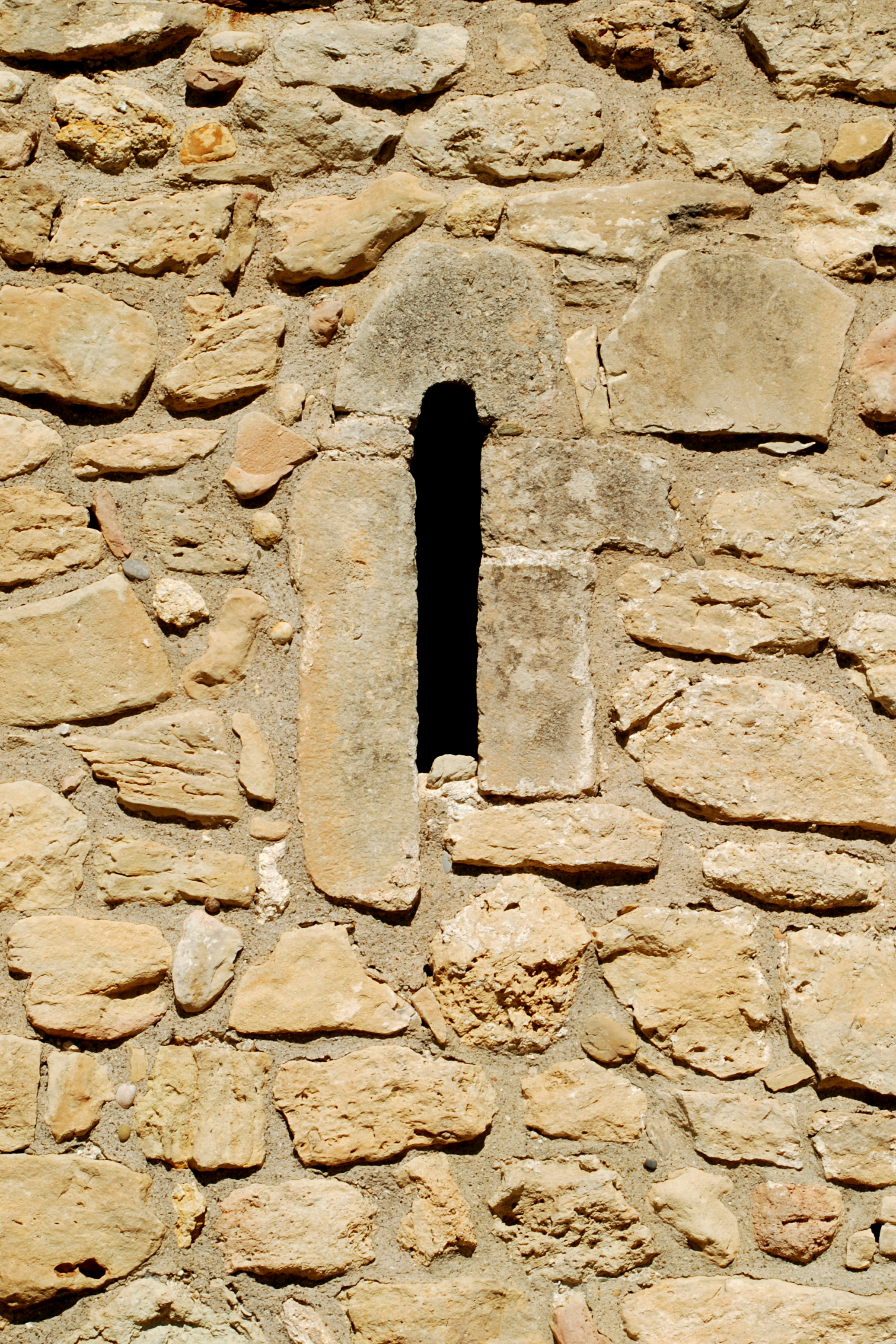
Baie de la face est du chevet.

#### La façade occidentale

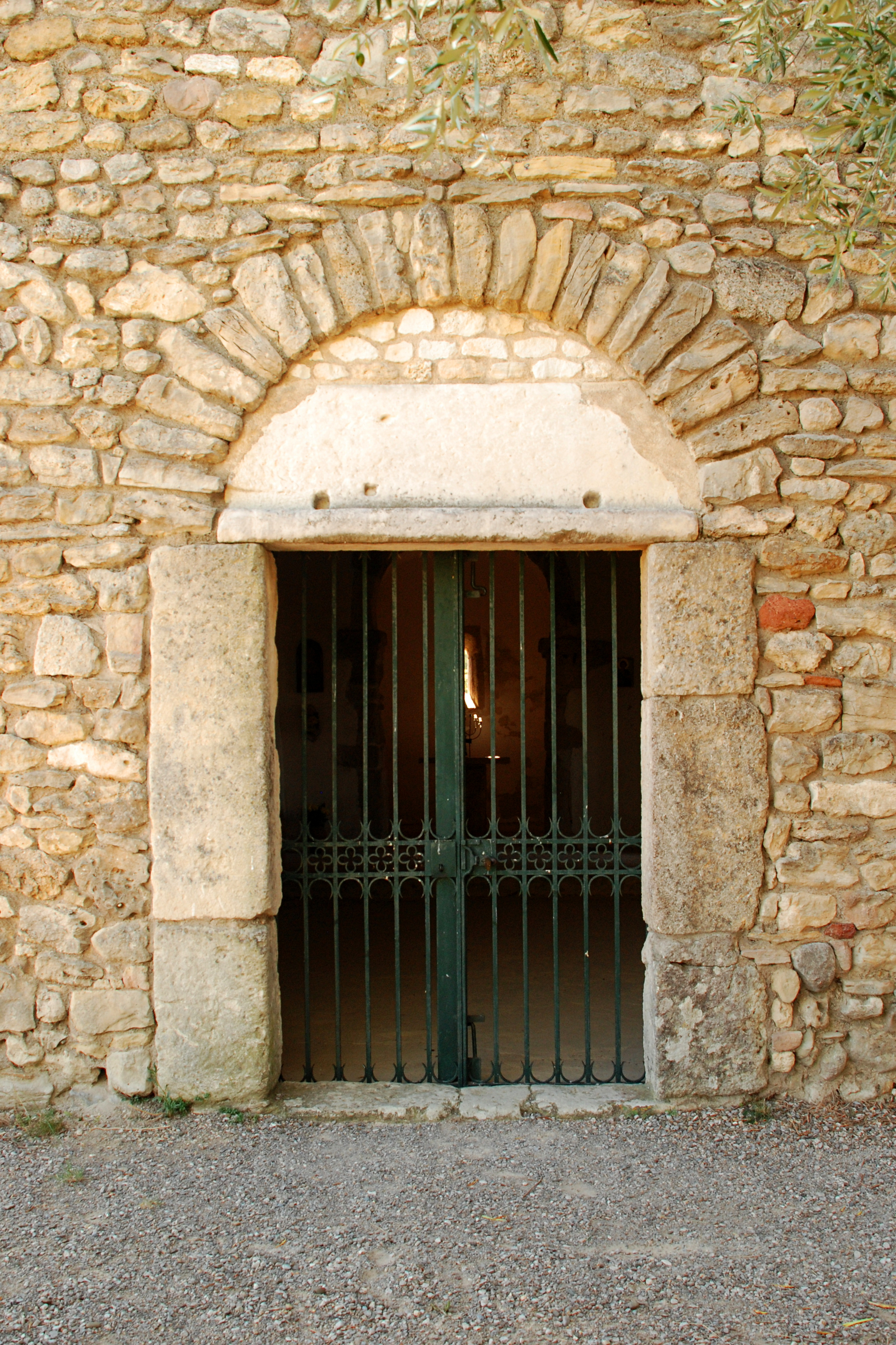
Le portail.

La façade occidentale, qui était partiellement effondrée, a été restaurée en 1965.
Elle est percée d'un portail, fermé d'une grille en fer, dont les  piédroits constitués de gros blocs de pierre supportent un linteau en marbre blanc en remploi, surmonté d'un arc en plein cintre fait de moellons posés sur chant.
Ce linteau d'une longueur de 1,70 m présente un listel épais de 4 à 5 cm et deux trous arrondis disposés symétriquement par rapport au milieu. Il fut enlevé au début du XXe siècle, utilisé comme ponceau pour accéder à une vigne et remis en place en 1965 lors de travaux de restauration.
Plusieurs hypothèses ont été avancées au sujet de l'origine ce linteau. Il pourrait s'agir d'un seuil de porte d'époque gallo-romaine, d'une architrave provenant d'un entablement sur un portique ornant l'entrée d'une basilique ou encore d'un placage de marbre du Capitole de Narbonne.

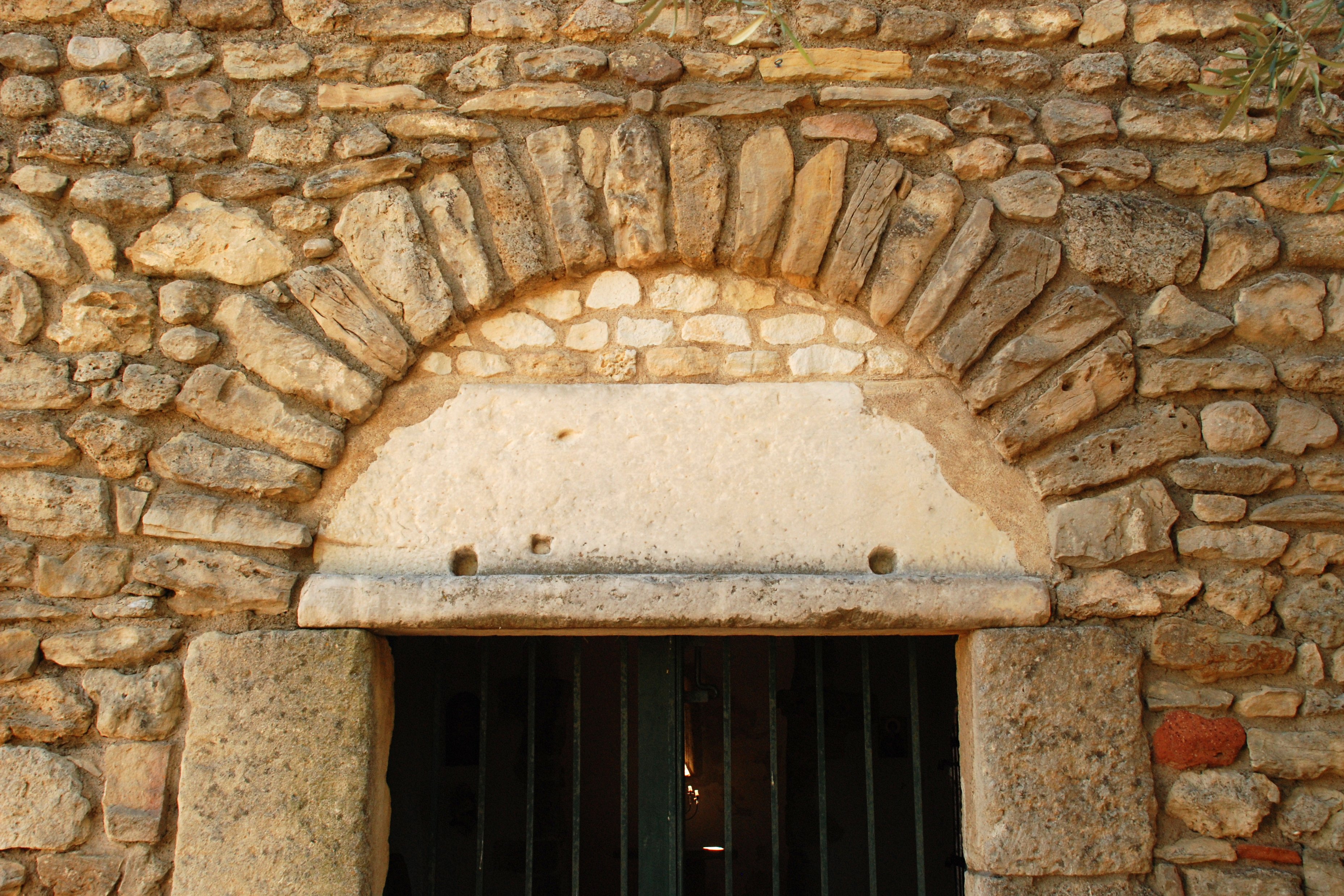
Le linteau et l'arc cintré.
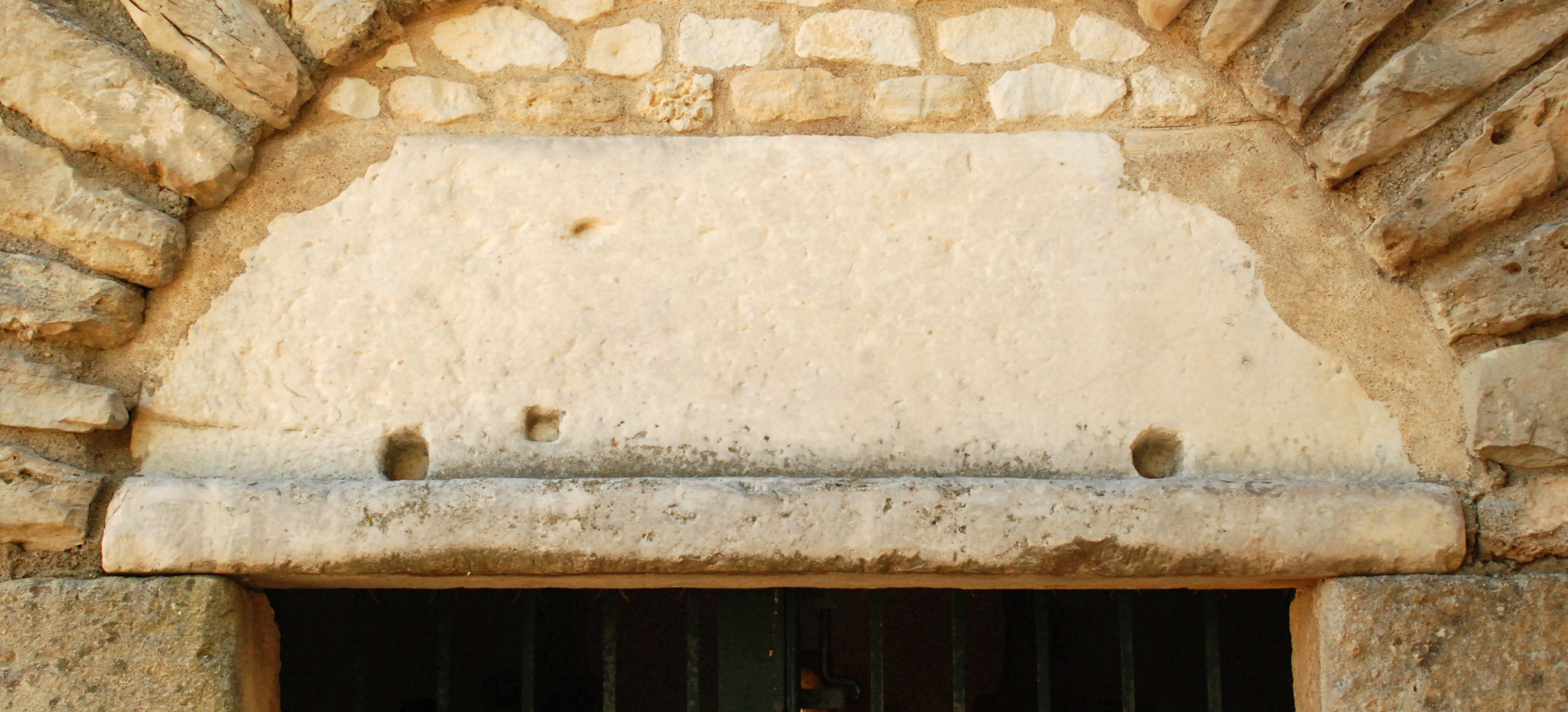
Le linteau en marbre.

#### Les vestiges du prieuré

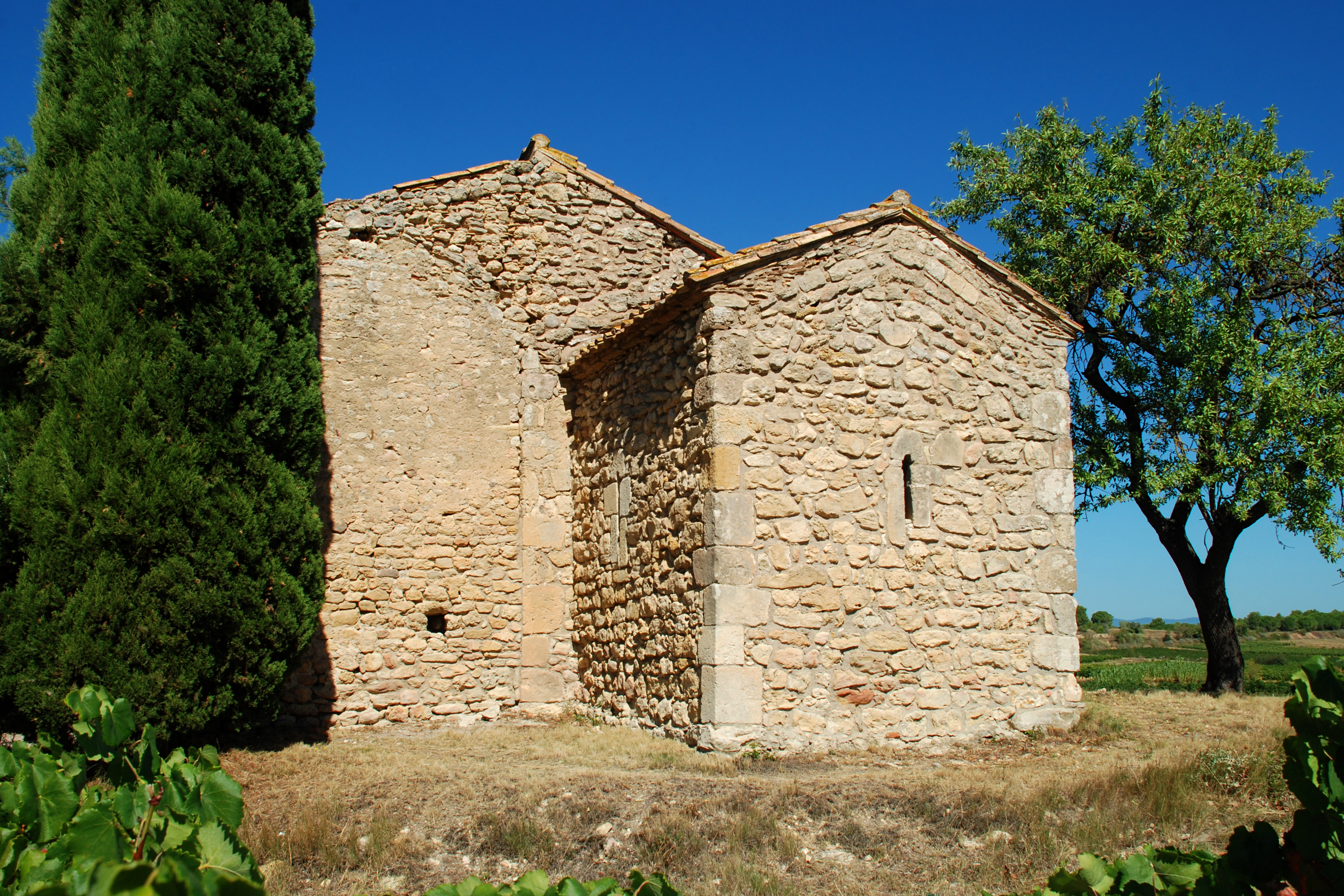
Le mur oriental du prieuré, à gauche du chevet.

Au sud, on trouve encore quelques vestiges de l'ancien prieuré ou ermitage, qui se présente sous la forme d'une nef accolée au sud de la nef de la chapelle et communique avec elle par une porte en plein cintre.
Le mur oriental du prieuré est intact et bien visible à gauche du chevet. Il ne reste par contre rien de sa façade méridionale et son mur occidental est réduit à un pan de mur incomplet, restauré en 1965 comme la façade occidentale de la chapelle.

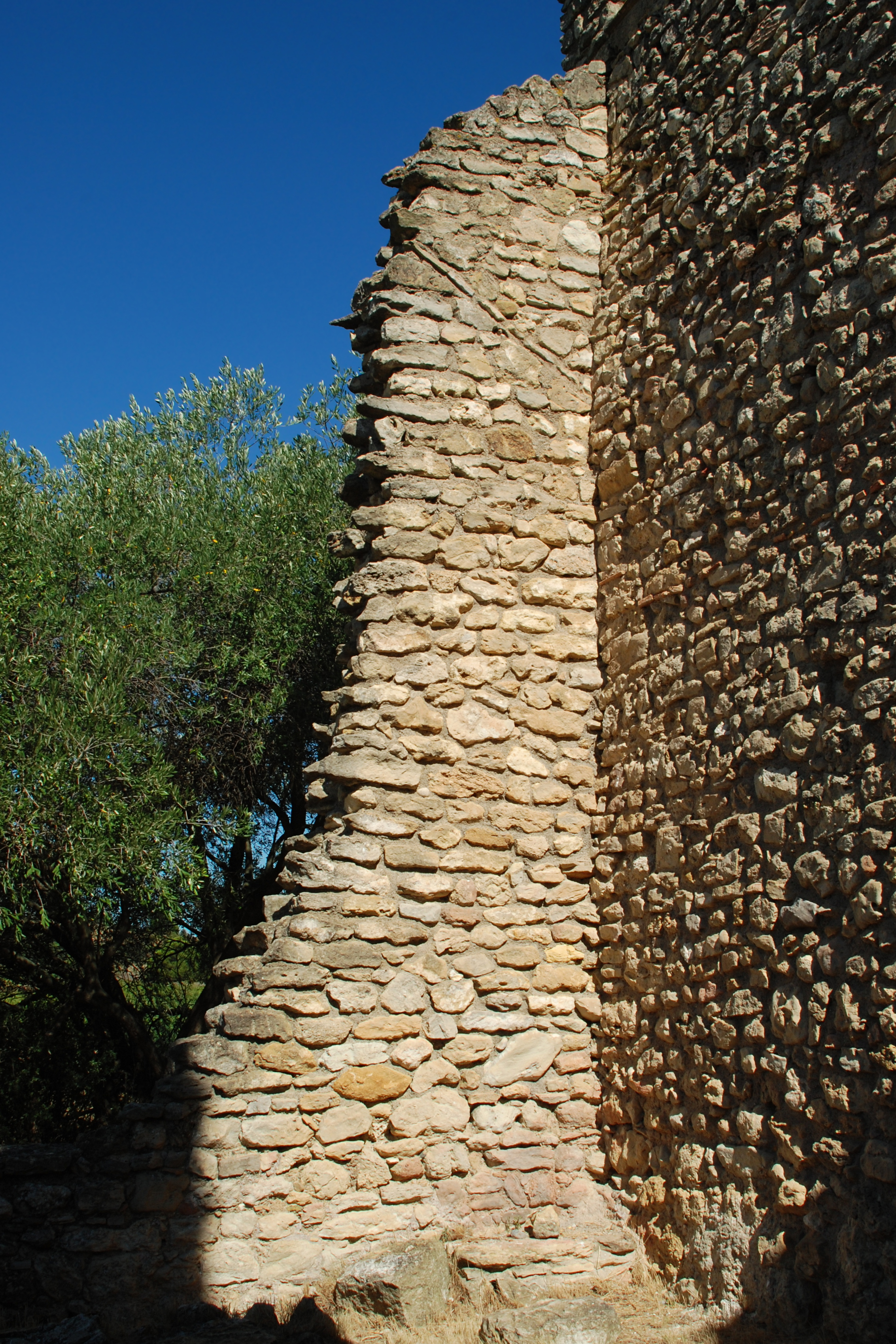
Fragment du mur occidental.
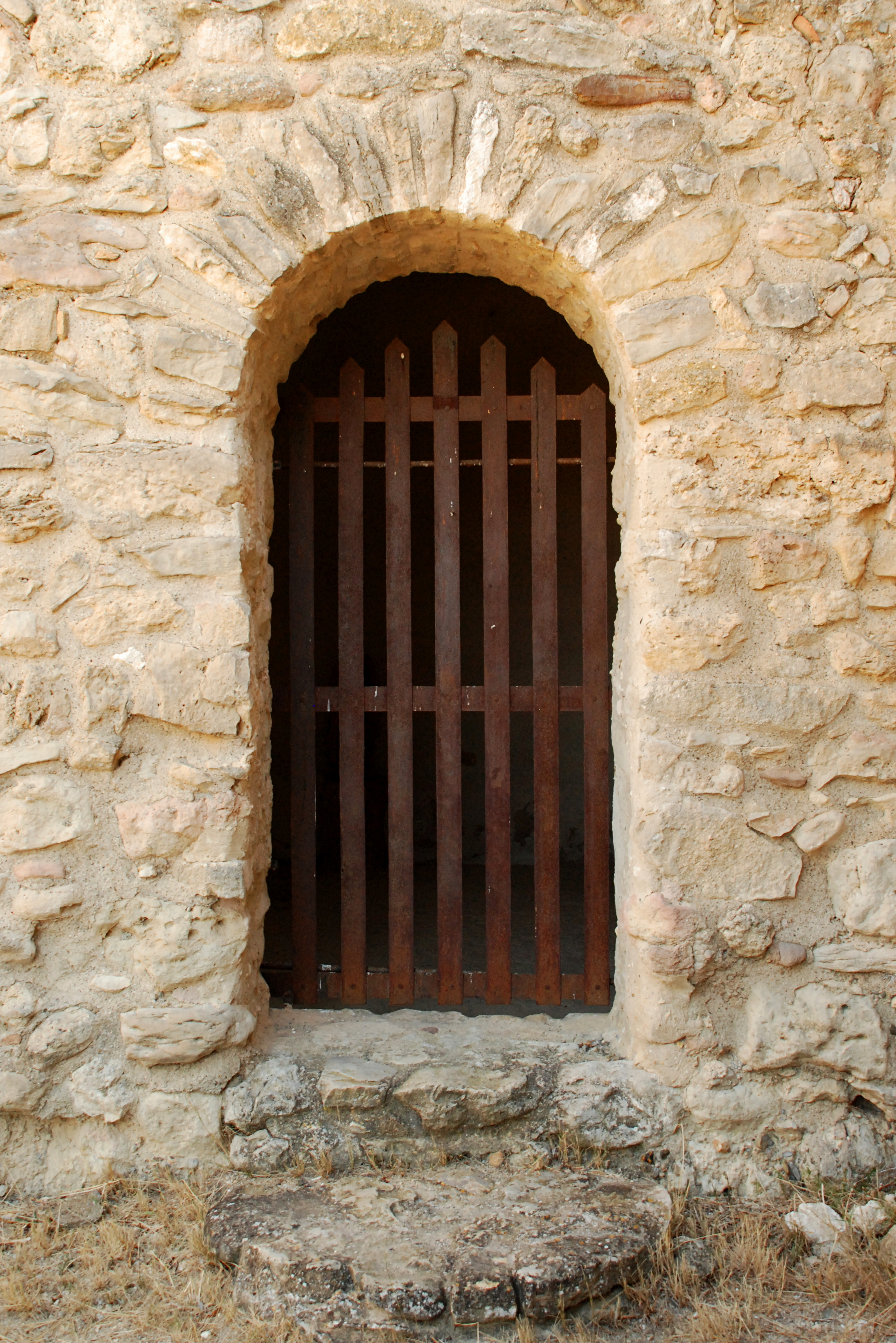
La porte en plein cintre.
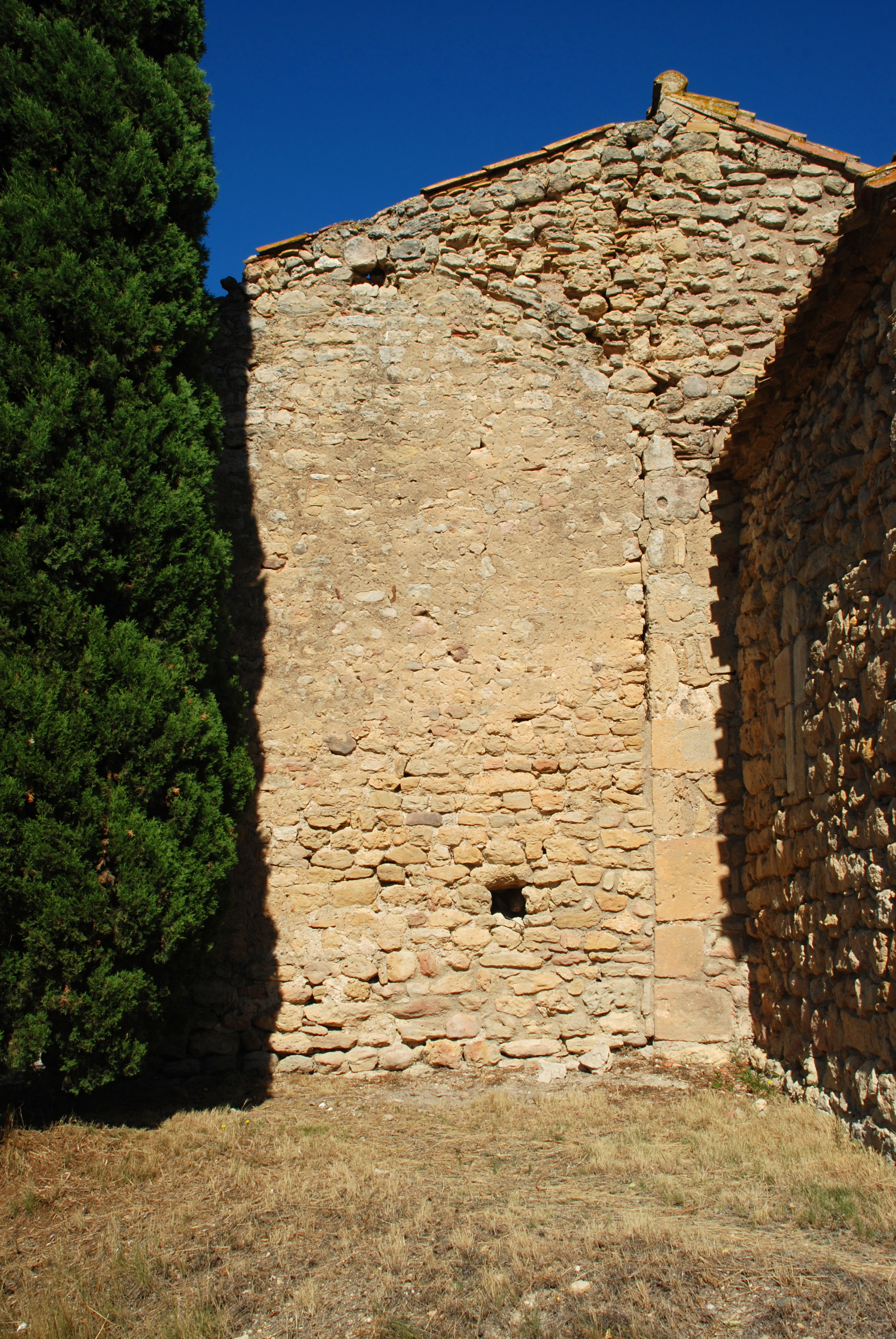
Le mur oriental du prieuré.

### Architecture intérieure
La chapelle est un édifice composé d'une nef unique recouverte par une toiture en bâtière en bois et d'un Chœur rectangulaire couvert d'une voûte en plein cintre légèrement outrepassée.
La nef est séparée du chœur par un arc triomphal outrepassé et chanfreiné qui repose sur des impostes moulurées carolingiennes portées par des piédroits harpés faits de blocs de pierre massifs.
Cet arc outrepassé (arc en fer à cheval) est hérité de la tradition wisigothique plutôt que mozarabe,,,,.
L'aspect intérieur a été profondément modifié lors de la réfection complète de l'intérieur en 2003 : les murs intérieurs, qui étaient auparavant en moellons, sont maintenant enduits et peints en blanc, la pierre n'étant plus visible qu'au niveau de l'arc triomphal et de l'encadrement des baies de l'abside.

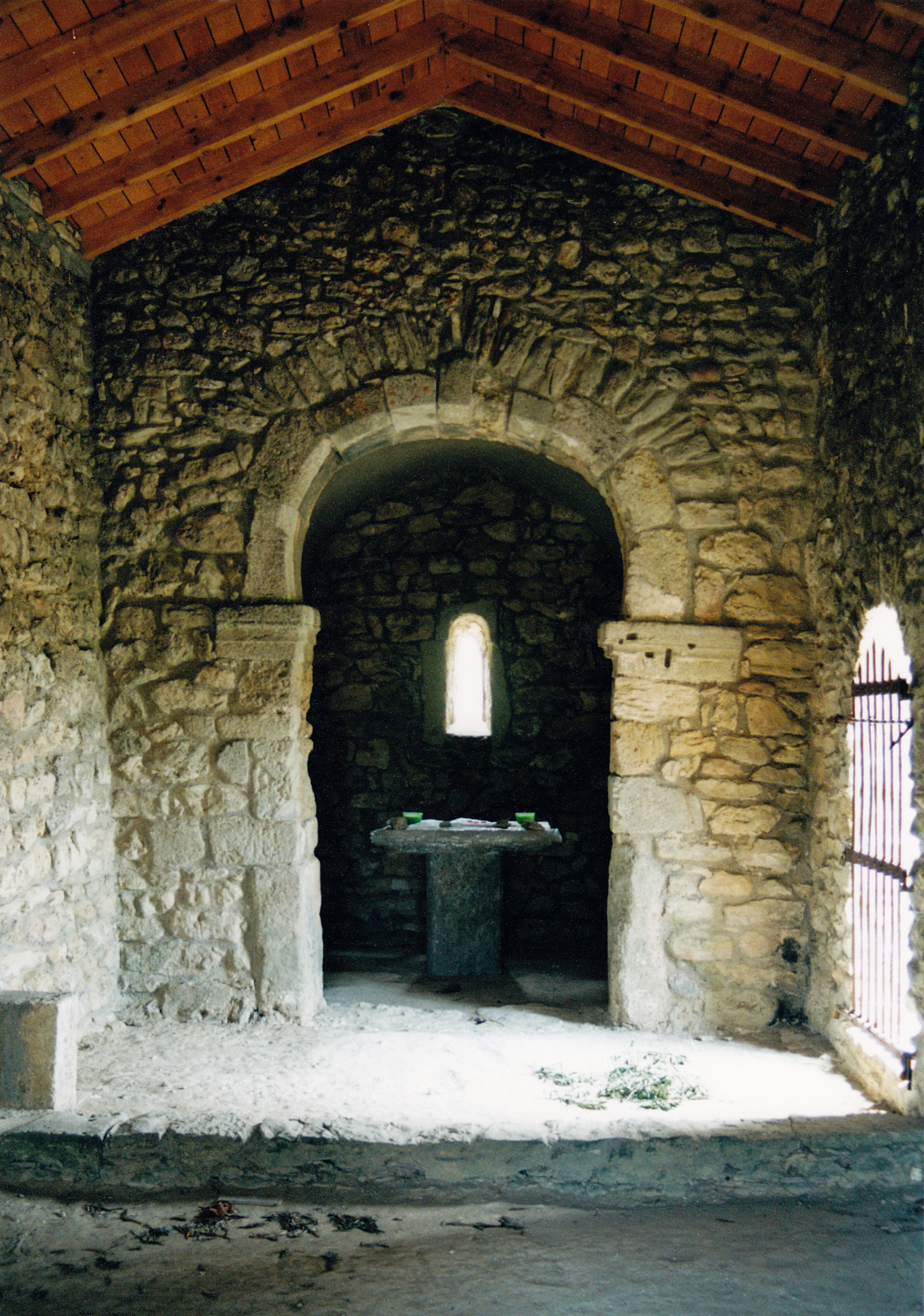
La nef en 2002, avant la réfection de 2003.
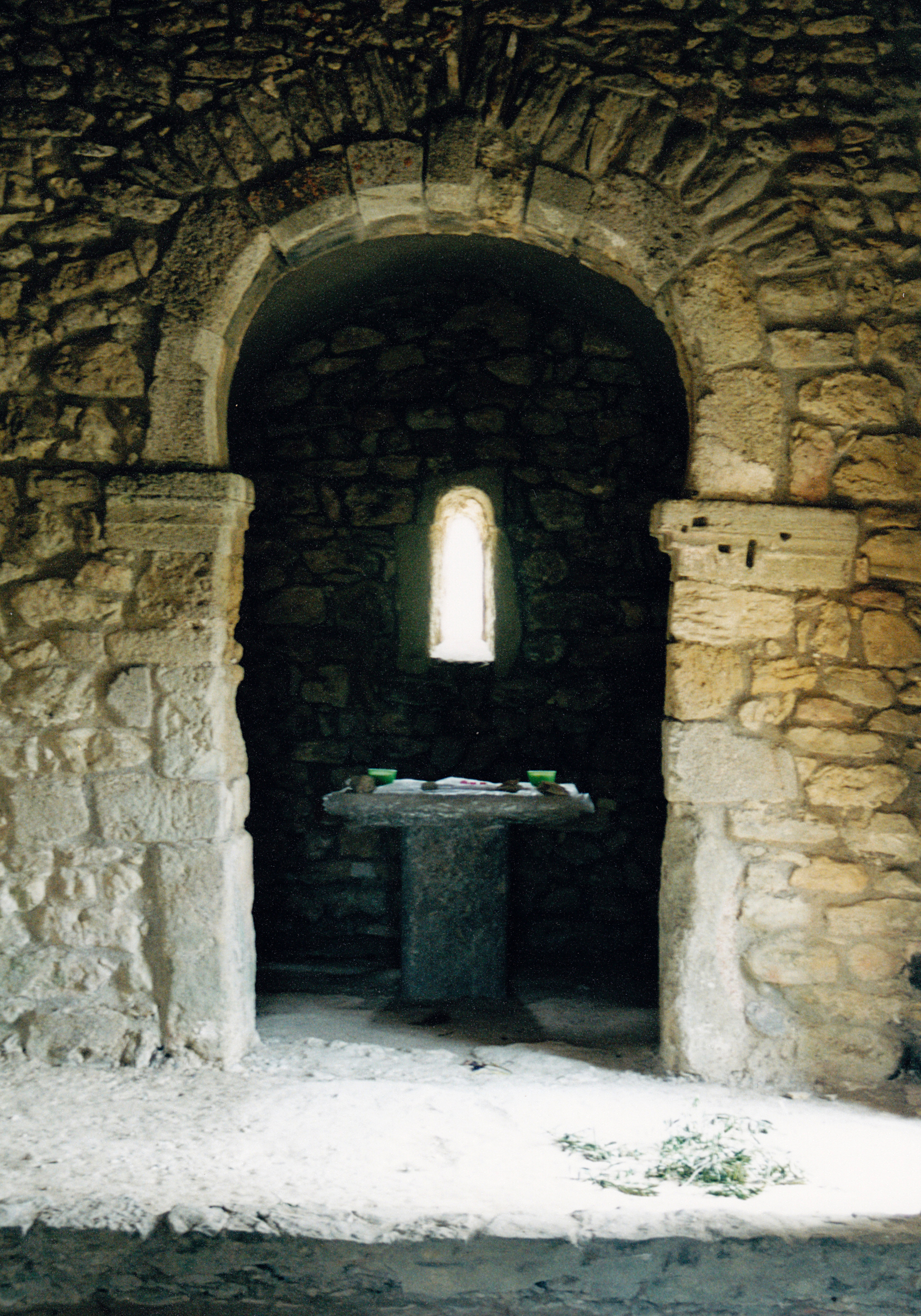
L'arc triomphal en 2002, avant la réfection de 2003.
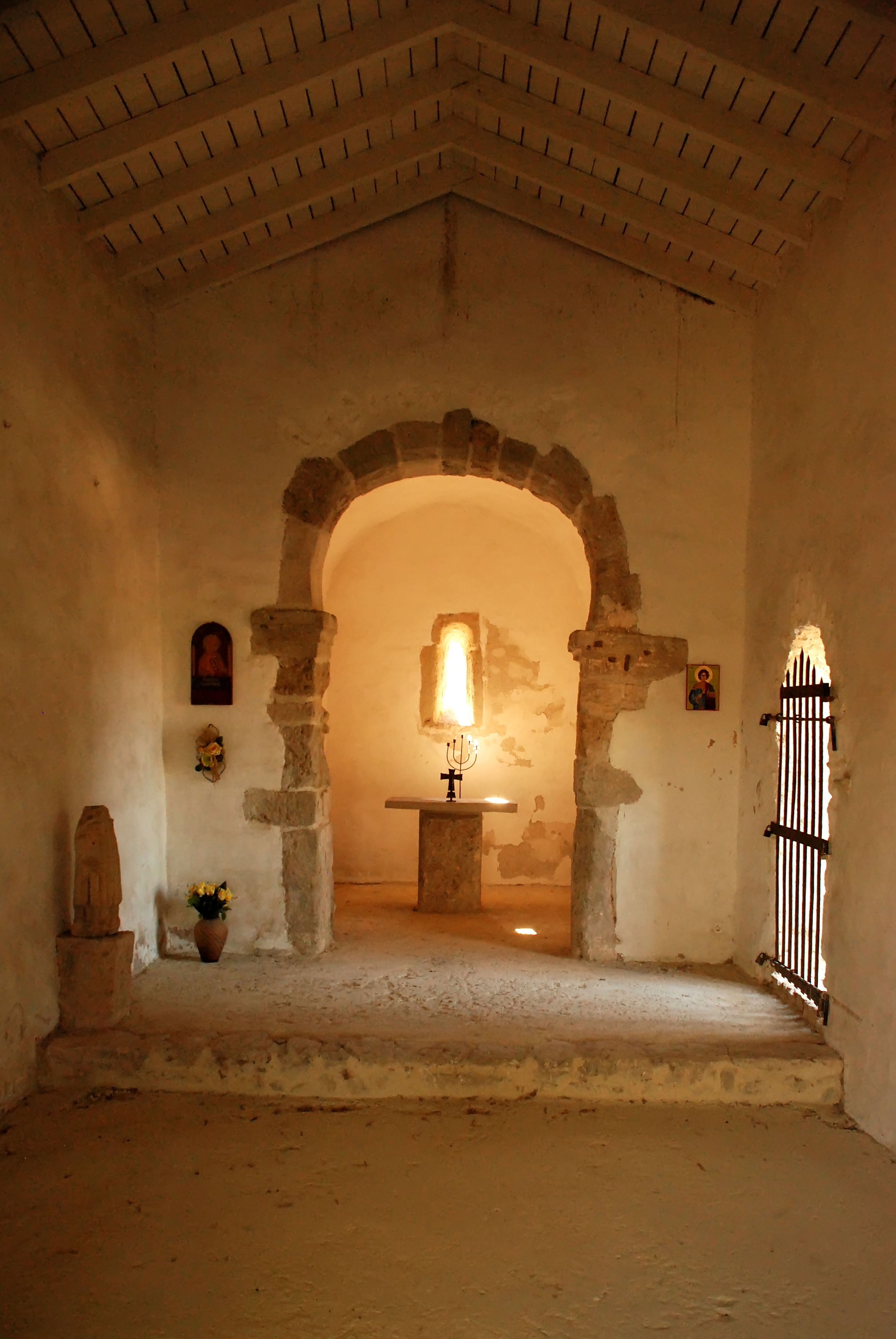
La nef après la réfection de 2003.
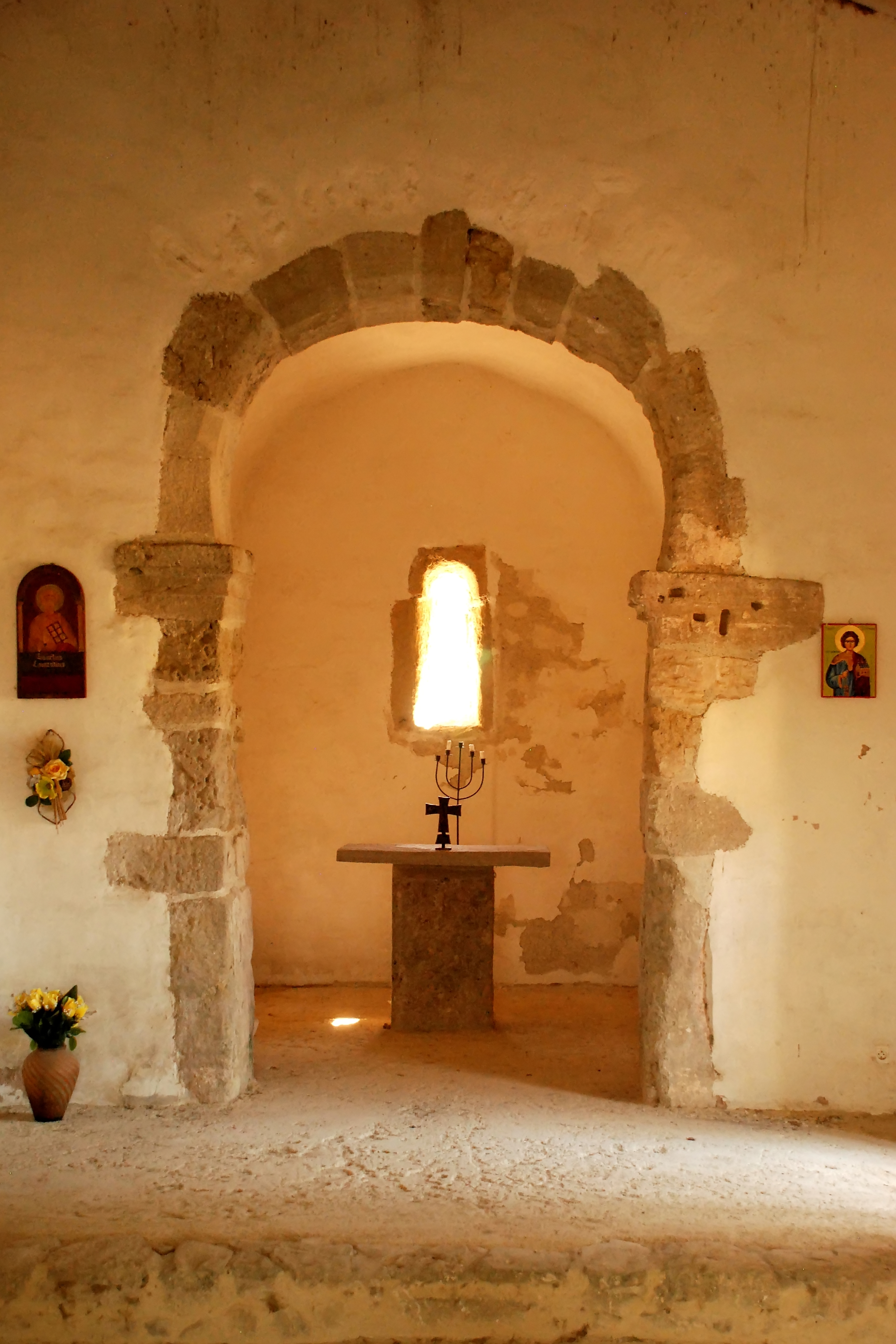
L'arc triomphal après la réfection de 2003.